# Іст-Лансінг
Іст-Лансінг (англ. East Lansing) — місто (англ. city) в США, в округах Інгем і Клінтон штату Мічиган. Населення — 47 741 особа (2020). У місті розташований університет штату Мічиган.

## Географія
Іст-Лансінг розташований за координатами 42°44′56″ пн. ш. 84°28′57″ зх. д. / 42.74889° пн. ш. 84.48250° зх. д. (42.748913, -84.482442). За даними Бюро перепису населення США в 2010 році місто мало площу 35,42 км², з яких 35,21 км² — суходіл та 0,21 км² — водойми.

## Демографія
Згідно з переписом 2010 року, у місті мешкало 48 579 осіб у 14 774 домогосподарствах у складі 4811 родини. Густота населення становила 1372 особи/км². Було 15787 помешкань (446/км²).
Расовий склад населення:
| - 78,4 % — білих - 10,6 % — азіатів - 6,8 % — чорних або афроамериканців - 0,3 % — корінних американців - 1,0 % — осіб інших рас |

До двох чи більше рас належало 2,9 %. Частка іспаномовних становила 3,4 % від усіх жителів.
За віковим діапазоном населення розподілялося таким чином: 7,5 % — особи молодші 18 років, 86,1 % — особи у віці 18—64 років, 6,4 % — особи у віці 65 років та старші. Медіана віку мешканця становила 21,6 року. На 100 осіб жіночої статі у місті припадало 94,3 чоловіків; на 100 жінок у віці від 18 років та старших — 93,6 чоловіків також старших 18 років.
Середній дохід на одне домашнє господарство становив 63 517 доларів США (медіана — 32 981), а середній дохід на одну сім'ю — 114 161 долар (медіана — 88 566). Медіана доходів становила 54 897 доларів для чоловіків та 43 547 доларів для жінок. За межею бідності перебувало 43,6 % осіб, у тому числі 15,3 % дітей у віці до 18 років та 6,9 % осіб у віці 65 років та старших.
Цивільне працевлаштоване населення становило 21 624 особи. Основні галузі зайнятості: освіта, охорона здоров'я та соціальна допомога — 43,2 %, мистецтво, розваги та відпочинок — 20,7 %, роздрібна торгівля — 8,2 %, науковці, спеціалісти, менеджери — 6,9 %.